# Latim macarrónico
O latim macarrónico (português europeu) ou latim macarrônico (português brasileiro) é, essencialmente, um latim corrompido de forma intencional com o objectivo de produzir um efeito cómico — como o próprio adjectivo "macarrónico/macarrônico" sugere.
Consiste na utilização de palavras alheias ao latim às quais se aplicam as regras de flexão e sintaxe latinas. O objectivo é subverter a "seriedade" normalmente associada ao latim.

## Origem
Tal como sucede hoje em dia com o inglês, o latim foi a língua oficial da transmissão do saber ao longo da Idade Média e até praticamente ao séc. XIX. Gozava, por isso, de um enorme prestígio. O exame em latim foi durante séculos condição obrigatória para admissão na Universidade. Só no reinado de D. Dinis é que os documentos oficiais passaram a ser redigidos em português. Além disso, toda a liturgia católica era proferida em latim, que é, ainda hoje, a língua oficial da Igreja Católica.
O latim macarrónico desenvolve-se nos meios estudantis, sendo provavelmente tão antigo como as próprias universidades. As manifestações mais antigas encontram-se nos poemas dos Goliardos, que mantinham uma atitude fortemente crítica face aos abusos dos escalões mais elevados da hierarquia do clero, pelo que a subversão do latim tinha um evidente significado político. Note-se, porém, que alguns Goliardos eram profundos conhecedores de latim, pelo que algumas das suas composições possuem elevado valor literário. O mais conhecido hino goliárdico é o Gaudeamus Igitur, universalmente adoptado como hino das universidades.
A designação provém do título de uma composição burlesca de Tifi Odasi, de Pádua, o Carmen Maccaronicum, escrito em 1488. Há registo de obras macarrónicas em todas as línguas europeias. Avulta entre todos o nome de Molière, que também macarronicamente pôs as suas personagens a falar em trechos do Le Malade Imaginaire.

## Em Portugal
Há vestígios da utilização satírica do latim na poesia trovadoresca dos cancioneiros medievais galaico-portugueses, nomeadamente em algumas composições do género sirventês moral.
Gil Vicente utiliza-o em diversas obras (Auto de Mofina Mendes, Auto dos Físicos, Comédia de Rubena); porém é no Auto da Barca do Inferno que mais utiliza este recurso cómico, sobretudo nas falas do Parvo (Joane) e do Diabo, nas chufas que dirigem ao Meirinho e ao Corregedor (ambos profissionais do Direito). Numa das falas, põe Joane a dizer: "Ego latino macairos" — "eu falo latim macarrónico".
A mais extensa colecção de textos em latim macarrónico de produção portuguesa é o Palito Métrico. O primeiro texto desta colectânea é de 1746. Todos os texto da Macarrónea Portuguesa foram escritos por estudantes de Coimbra, sob pseudónimo.
O latim macarrónico é aparentemente fácil de escrever e entender. Contudo, é necessário um bom domínio da gramática e do léxico latinos para se apreciar verdadeiramente todas as subtilezas que os autores imprimiram nas composições. É necessário, além disso, um conhecimento razoável das técnicas e regras de versificação latinas. Talvez seja este um dos motivos pelo qual esta obra-prima do género se encontra hoje praticamente esquecida.

## Utilização actual
O latim macarrónico subsiste ainda como "língua oficial" da praxe académica. Nele se redigem convocatórias e decretos, avisos e diplomas; nele se redigem as "orações de sapiência" que em tais actos é costume proferir. Nele se designam os graus superiores e as instituições da hierarquia da praxe: Dux Veteranorum, Dux Facultis/Institutus, Consilium Veteranorum, Magnum Consilium Veteranorum, etc. Na abertura das sessões solenes ou outros actos "oficiais" usa-se, regra geral, a fórmula "In nomine solenissima praxis…"